# Eisbergmodell

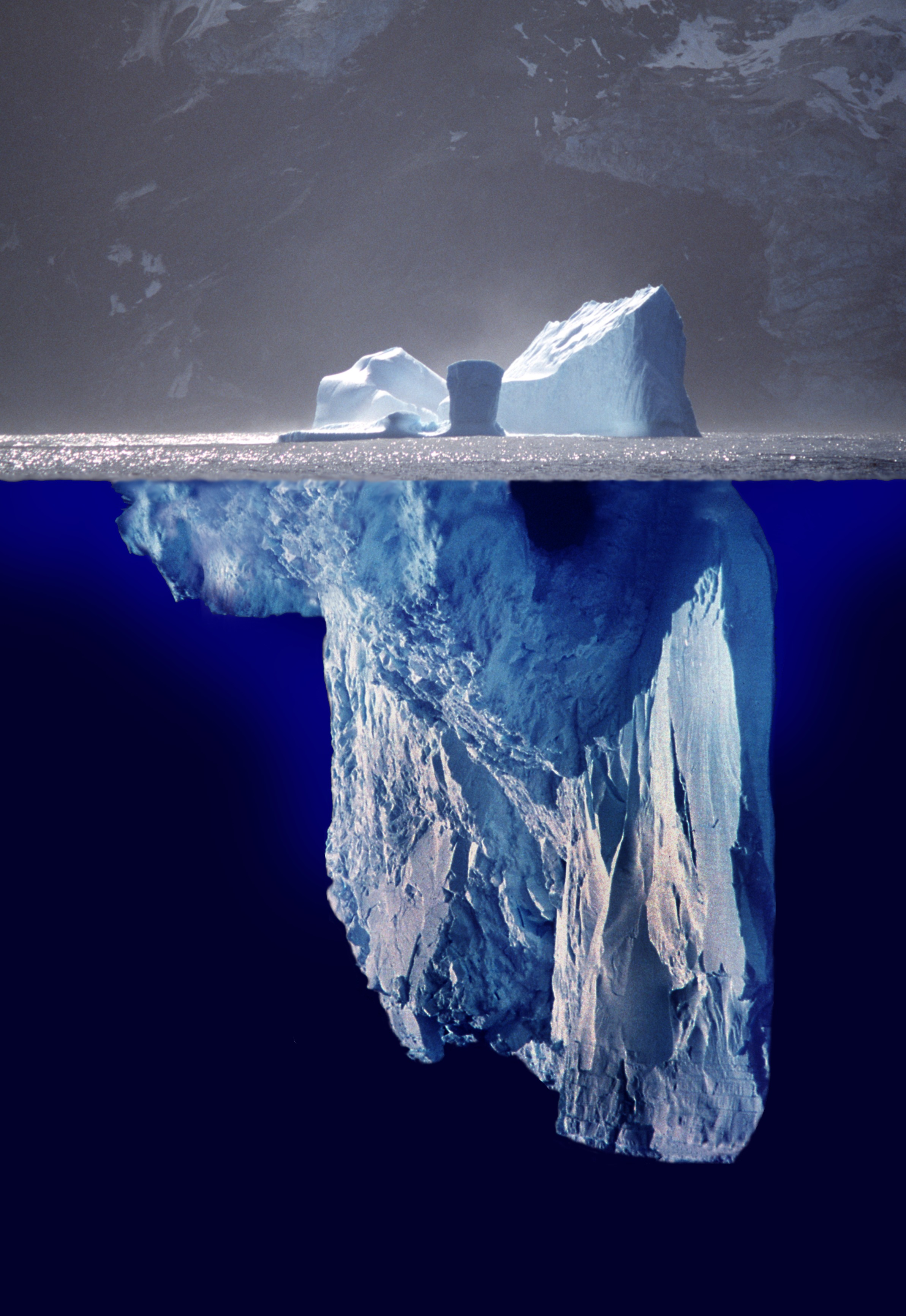
Der überwiegende Anteil eines Eisberges befindet sich unter der Wasseroberfläche.

Mit dem Eisbergmodell werden überwiegend in der Angewandten Psychologie, der Pädagogik und speziellen Betriebswirtschaftslehre Kommunikationsmodelle verdeutlicht, die auf der so genannten 80/20-Regel des Pareto-Prinzips basieren und sich (zum Teil im weiteren Sinn) auf die allgemeine Theorie der Persönlichkeit von Sigmund Freud (1856–1939) stützen. Das Eisbergmodell gehört zu den wesentlichen Säulen der Kommunikationstheorie zur zwischenmenschlichen Kommunikation.

Die eigentliche Metapher wurde erstmals in den 1930ern von Ernest Hemingway als Beschreibung seines literarischen Stils bekannt. Es sei, so Hemingway, nicht erforderlich, dass ein Autor alle Details seiner Hauptfigur erzähle. Es genüge, wenn, wie bei einem Eisberg, ein Achtel über Wasser zu erkennen sei.
 Eine frühe deutschsprachige Rezeption, die das Modell explizit an Freud anlehnt, findet sich 35 Jahre nach Freuds Tod bei Ruch/Zimbardo (1974). Dabei sollte nicht übersehen werden, dass Freud selbst  die Metapher des Eisbergs niemals herangezogen hat – nicht einmal das Wort „Eisberg“ taucht in seinem Werk auf. Neben Freud werden an manchen Stellen auch etwa Edgar Schein oder Edward T. Hall irrtümlich als Urheber der Eisberg-Metapher angeführt, die die Eisberg-Metapher auf kulturelle Kontexte übertrugen. Indes lässt sich sein Ursprung auf den Physiker und Philosophen Gustav T. Fechner gegen Mitte des 19. Jahrhunderts zurückführen, der wiederum inspirierend für Freuds Psychologie war. Die Dynamik der von Freud beschriebenen psychischen Prozesse lässt sich nur unzureichend mit dem Bild eines starren Eisbergs illustrieren.

## Freuds Theorie des Bewusstseins
Freud beobachtete seine Patienten und nahm an, dass menschliches Handeln in täglichen Situationen nur zu einem kleinen Anteil bewusst bestimmt wird. Dies widersprach der bisherigen Auffassung, nach der Verhalten nur auf bewusstes Denken und rationales Handeln zurückführen sei. Freud teilte hierzu die Psyche in seinem Strukturmodell der Psyche in drei Instanzen auf und vertrat die Auffassung, dass die bewussten Anteile des Ichs (Realitätsprinzip) lediglich darüber entscheiden, welche Anteile des Es (des Lustprinzips) und des Über-Ich (des Moralitätsprinzips) in der als wirklich erlebten Wahrnehmungswelt realisierbar seien. Somit weist er auf die überstarke Bedeutung des Unbewussten für das menschliche Handeln hin und ergänzt diese um die Bereiche der verborgenen Subjektivität (Persönlichkeit, Gefühle, Konflikte).
Freud, der die im Unbewussten liegenden Ängste, verdrängten Konflikte, traumatischen Erlebnisse, Triebe und Instinkte unterschiedlich stark verdrängt sah, war zudem der Auffassung, dass diese Prägungen von früheren Entwicklungsphasen abhängig seien und die nächsten Entwicklungsphasen beeinträchtige. Er nahm an, diese Vorgänge stünden unter dem Einfluss von Es und Über-Ich und seien nur kurzfristig bewusst, ehe sie wieder in das Unbewusste hinabsinken.
Um diese Wahrnehmungen wieder bewusst zu machen, müsste die Zensur durch das Ich überwunden werden, und so genannte Abwehrmechanismen müssten von dem Individuum verstanden werden, damit ein Einblick in die unbewussten Konflikte stattfinden kann. Dieser Vorgang sei entscheidend von der Dynamik der vielschichtigen Instanzen in der Psyche abhängig. Im Allgemeinen gelänge es dem gesunden Ich jedoch, im prinzipiellen Kampf zwischen Es und Über-Ich eine Schiedsrichterrolle zu übernehmen und bei einem auftretenden Konflikt einen Kompromiss auszuhandeln, der nicht selten zu der Ausprägung eines Symptoms führt. Zugleich hänge es jedoch von den Erfahrungen des Einzelnen ab, welche Dynamik sich im Rahmen dieser Beeinflussung entfalte. Schon in einem früheren Modell der Psyche, in dem er bewusste, vorbewusste und unbewusste Inhalte unterschied, spiegelt sich dieses Denken wider. Hier unterscheidet Freud die Persönlichkeitsbereiche nicht in ihrer Funktion, sondern in ihrer Möglichkeit, dem Individuum bewusst zu werden. Der größte Teil der Inhalte der Psyche ist dabei im Vorbewussten und im Unbewussten verankert. Nur ein geringer Teil der Inhalte ist dem Menschen gleichzeitig bewusst. Das Eisbergmodell dient als veranschaulichende Analogie für die Verhältnisse.
Es ist nicht eindeutig geklärt, wer diesem Schichtungsmodell Freuds als erstes das Bild eines Eisberges zugeschrieben hat. Allerdings wurde später von verschiedenen Autoren seinem Begriff des sog. Ich, also den bewussten Bereichen der Persönlichkeit der kleinere, sichtbare Teil eines fiktiven Eisberges über der Wasseroberfläche zugewiesen und den unbewussten Bereichen, also dem, was Freud Es und Über-Ich nannte, der größere, unter Wasser verborgene Anteil.

## Das Pareto-Prinzip als Grundlage
Die Feststellung einer 80/20-Verteilung findet, mit oder ohne die Visualisierung des Eisberges, vielfach Anwendung. Das Pareto-Prinzip, benannt nach dem italienischen Ingenieur, Soziologen und Ökonomen Vilfredo Pareto, besagt eine stetige Wahrscheinlichkeitsverteilung, dass viele Verteilungen in der Natur einem Skalengesetz, sehr oft einem Potenzgesetz, also einer Pareto-Verteilung folgen. Diese Größenverhältnisse treffen zwar nicht auf das natürliche Auftriebverhalten eines Eisberges zu, aber in der Psychologie ist das um der prägnanten Formulierung willen gleichgültig.

### Eisbergmodell nach Freud, von Ruch und Zimbardo
Das hier abgebildete Eisbergmodell nach Ruch/Zimbardo (1974) verdeutlicht in Anlehnung an die drei Qualitäten des Psychischen nach Freud, welche Dynamik zwischen den drei psychischen Teilen der Persönlichkeit besteht. Auf die Einarbeitung der drei Instanzen der Psyche nach Freud wird verzichtet.
Deutlich erkennbar sind im oberen Bereich des Modells die bewussten Anteile der Persönlichkeit, welche dem rationalen Verhalten zugewiesen werden. In der zwischenmenschlichen Kommunikation wird diesen Anteilen ebenso wie in der intrapersonellen Kommunikation (dem sogenannten inneren Dialog) entsprechend ein Bedeutungsanteil von etwa 20 Prozent beigemessen.
Der weitaus größere Anteil der Handlungsmotive, etwa 80 Prozent, liegt im Bereich der vorbewussten und unbewussten Bereiche. Äußere Ereignisse, insbesondere Kommunikationspartner, aber vor allem der Mensch sich selbst gegenüber nehmen hierbei die verborgenen Anteile der Persönlichkeit nicht ohne analytische Betrachtung wahr.
Bezüglich des Ursprungs bzw. der Herkunft des Eisberg-Modells (Eisberg-Theorie) fällt hin und wieder auch mal der Name Paul Watzlawick. Dieser hat sich in zahlreichen Ausführungen auf diese Metapher bezogen; der Ursprungsgedanke ist in den psychodynamischen Theorien Freuds zu finden (s. Philipp G. Zimbardo / Richard J. Gerrig: Psychologie, 18. Auflage, 2008), die selbstverständlich Einfluss auf das Kommunikationsverhalten der Menschen haben. Das ursprünglich genannte Zahlenverhältnis des Modells (10 % sichtbar oberhalb der Oberfläche, 90 % verborgen unterhalb der Oberfläche) ist zunehmend der 20:80-Verteilung gewichen, da sich der Mensch mit seinen Wünschen, Bedürfnissen und Verhaltensweisen im Laufe der Entwicklung verändert hat. Oft wird auch von 10 bis 20 % und von 80 bis 90 % gesprochen, oder auch von einem Siebtel und sechs Siebteln. Die 20:80-Verteilung ist auch unter dem Begriff des Pareto-Prinzips bekannt, welches auch in den Bereichen des Zeit- und Selbstmanagements und der Arbeitsmethodik zur Anwendung kommt.
Nach der von Watzlawick auf die Kommunikation übertragenen Theorie entsprechen der sichtbare Bereich der Sachebene (rational)  und der unsichtbare Bereich der Beziehungsebene (emotional); ist die Beziehungsebene gestört, so hat das nach Watzlawick unweigerlich Auswirkungen auf die Inhaltsebene.

### Übertragene Eisbergmodelle
Im Folgenden soll zunächst aus verschiedenen Disziplinen jeweils ein Kommunikationsmodell mit (annähernder) 80/20-Verteilung dargestellt werden, welche zusätzlich ein Eisbergmodell zur Verdeutlichung nutzen. Im Anschluss folgen einige wesentliche allgemeine Kommunikationsmodelle, die vor allem dem inneren Zusammenhang der Kernaussage Freuds zu kleineren bewussten und wesentlich größeren unbewussten Anteilen der Kommunikation deskriptiv folgen:
- Das Eisbergmodell des Lernens von Arnold und Schüßler 1998[6] weist dem offensichtlichen Bereich der Lernpsychologie eine sogenannte Erzeugungsstruktur rezeptiven Lernens und somit den kleineren, sichtbaren Teil des Eisberges zu. Dem wichtigeren und verborgenen Teil des Eisberges wird die sogenannte Ermöglichungsstruktur zugewiesen, in der Lernende stark handlungsorientiert und explorativ arbeiten. Gegen den traditionellen Hang zum didaktisch handlungsarmen Frontalunterricht setzten die Autoren ihre Theorie des aktiven und selbstgesteuerten Lernenden, der das Ziel seines Lernprozesses nicht im bloßen Fachwissen findet, sondern auch und vor allem im Weg, auf welchem er dieses Wissen erreicht (siehe auch: Lernen durch Lehren (LdL)). Die Methodik und Didaktik, wie Wissen selbstständig erarbeitet werden kann, zielen sowohl auf die Förderung der Fachkompetenz als auch auf die Sozial- und Methodenkompetenz ab.

- In den Kulturwissenschaften wird der Eisberg häufig als Metapher für eine Kultur verwendet. Dieses geht zurück auf Charles E. Osgood.[7] Demnach ist nur ein kleiner Teil einer Kultur sichtbar (Percepta: Artefakte, verbale und non-verbale Äußerungen), während der größte Teil (Concepta: Werte, Normen, Einstellungen, historische Prozesse) nicht sichtbar ist.

- Das kulturelle Eisbergmodell[8] wird im Bereich der Unternehmenskultur aufgegriffen. Das Modell geht zurück auf eine Arbeit von E. H. Schein,[9] die in Form eines gleichschenkligen Dreiecks, oder quasi Bergs, den Zusammenhang zwischen den sichtbaren und leicht zugänglichen Manifestationen von Kultur und den verdeckten Anteilen organisatorischen Verhaltens verdeutlicht. Das Ebenenmodell soll hier veranschaulichen, dass eine Unternehmenskultur analog zur menschlichen Psyche nur begrenzt sichtbar und bewusst wahrnehmbar ist (Spitze) und der weitaus größere, verdeckte Teil (Basis) Paradigmen enthält, die gegenüber den offensichtlich kommunizierten Regeln und Verhaltensnormen zurücktreten.[10]

- Für den Schulbetrieb haben Schratz / Steiner-Löffler eine lernende Organisation postuliert, für die sie das Eisbergmodell der Organisation (French/Bell 1990, S. 33) aufgreifen. Im Sinne der Entwicklung von Schulstrukturen und Unterrichtsabläufen weisen sie auf die Bedeutung der verborgenen Bereitschaft, verdeckter Interessen und unbewusster Primärmotivation hin sowie auf die Relevanz von Glaubenssätzen und Werten für eine fruchtbare Organisationsentwicklung.[11]

- Die von den Marktforschungsunternehmen Icon Added Value und GfK angebotenen Analyseverfahren für den Wert von Marken und Warenzeichen nutzen ein abgewandeltes Eisbergmodell mit 80/20-Verteilung zur hierarchischen Erfassung der wertbestimmenden Einflüsse auf den Markenwert (Andresen/Esch, 2001; Musiol u. a., 2004 in[12]).

- Im Bereich des Projektmanagements weisen Hölzle und Grünig nach, dass man für ein erfolgreiches Projektmanagement soziale Sensibilität benötigt, da sich die wirklichen Gründe für Ressourcenprobleme „unter der Wasseroberfläche“ einer akkuraten und bedarfsgerechten Planung verbergen. Diese stelle in der Regel nur einen kleinen Anteil am Gesamterfolg eines erfolgreichen Projektmanagements bzw. der Präsentation der Konzeption, der Meilensteine und Ergebnisse dar.[13]

- Für das Fach Arbeitsmedizin legen Enderle und Seidel 2004 Grundlagen zur Weiterbildung im Fach Arbeitsmedizin vor.[14] Die manifeste Fehlzeitenrate durch Krankheit oder Motivationsmangel lasse sich mit der sichtbaren Spitze eines Eisberges vergleichen. Unsichtbar, aber sehr bedeutsam für das Unternehmen sei demnach das nicht eingebrachte Potential der anwesenden Mitarbeiter, die demotiviert oder kränkelnd ihrer Arbeit nachgehen, aber nicht offen krank feiern. Minderleistungen und Fehlzeiten seien also auch ein Symptom für betriebliche Probleme. Dies entspricht dem Ansatz des Systemischen Coachings, in dem ein Mitglied der Unternehmung mit Verhaltensauffälligkeiten als „Symptomträger“ für das Gesamtsystem betrachtet wird.[15]

### Allgemeine Kommunikationsmodelle mit Pareto-Verteilung
Einige bedeutende Kommunikationsmodelle mit (auch annähernder) Pareto-Verteilung verzichten zwar, wie Freud selbst auch, auf die Visualisierung mittels eines Eisbergs. Die entsprechende Schichtung und Gewichtung der Inhalte wird allerdings deskriptiv deutlich:
- Das so genannte Johari-Fenster von Joseph Luft und Harry Ingham, in dem Persönlichkeits- und Verhaltensmerkmale grafisch mittels eines Vier-Feld-Portfolio aufgezeigt werden, weist in drei von vier Quadranten (also auf 75 % der Fläche) unterschiedlich bewusste Informationen aus, die von einer Person kommuniziert werden. Mit Hilfe dieses Modells wird vor allem der sogenannte blinde Fleck im Selbstbild eines Menschen illustriert, also der tief liegende Teil unserer Persönlichkeit, der im unbewussten Bereich der Psyche liegt und dem Handelnden selbst nicht bewusst, für Außenstehende jedoch erkennbar ist. Aussagen, die als öffentliche Person getätigt werden und die wir unbefangen und offen anderen Menschen zeigen, nehmen im Modell des Johari-Fensters nur einen kleinen Anteil ein (ca. 25 %).[16]

- Die sogenannten Vier-Ohren des Schulz von Thun teilen den Informationsgehalt einer Botschaft ebenfalls in vier Anteile auf. Nur der erste, semantische Anteil der Botschaft gilt demnach als sachlich bestimmt und eindeutig:[17]

1. Die Sachverhaltsinformation beinhaltet die reinen Sachaussagen, Daten und Fakten, die in einer Botschaft enthalten sind. Diese sind offensichtlich.
2. Der Appell beinhaltet einen Wunsch oder eine Handlungsaufforderung. Dieser ist in der Regel deutlich wahrnehmbar, wenn auch häufig nur im Kontext zu dechiffrieren.
3. Im Beziehungshinweis wird ausgedrückt bzw. aufgenommen, wie das Verhältnis der beiden Personen empfunden wird. Diese Ebene der Botschaft wird zum Teil bereits unbewusst ausgehandelt und ist selten gleichzeitig Bestandteil der semantischen Aussage.
4. In der Selbstoffenbarung vermittelt der Sprecher etwas über sein grundlegendes Selbstverständnis, seine Motive, Werte, Emotionen etc. Hierbei handelt es sich oft um Informationsbestandteile, die nur durch eine sorgfältige Analyse des Kontextes und der nonverbalen Elemente sowie der Historie eines Akteurs deutlich werden.

- Nach Überzeugung des Pantomimen und Hochschullehrers Samy Molcho bewirken die nonverbalen und zum größten Teil unbewussten Anteile an unserer Kommunikation über 80 Prozent der Reaktionen unseres Gegenüber und bilden somit einen direkten Bezug zur Psyche des Menschen, seinen Einstellungen, Instinkten und Werten. Der verbale, sehr bewusste Anteil unserer Kommunikation enthält demnach mit etwa 20 Prozent Gewicht nur einen geringen Anteil am gesamten Informationsgehalt einer persönlichen Aussage.[18] Der Anthropologe Edward T. Hall konstatierte: "Communication experts estimate that 90 percent or more of all communication is conveyed by means other than language, in a culture's nonverbal messages. These messages are taken for granted and transmitted more or less unconsciously."[19]